# Uvaria utteridgei
Uvaria utteridgei är en kirimojaväxtart som beskrevs av L. L. Zhou, Y. C. F. Su och Richard M.K. Saunders. Uvaria utteridgei ingår i släktet Uvaria och familjen kirimojaväxter. Inga underarter finns listade i Catalogue of Life.